# Lunularia repanda
Lunularia repanda is een mosdiertjessoort uit de familie van de Lunulariidae. De wetenschappelijke naam van de soort is voor het eerst geldig gepubliceerd in 1904 door Maplestone.